# Сартаев, Султан Сартаевич
Султан Сартаевич Сартаев (каз. Сұлтан Сартайұлы Сартаев; 15 октября 1927, пос. Яныкурган Кзыл-Ординской области, Казакская АССР, СССР — 13 декабря 2019, Алма-Ата, Казахстан) — советский и казахстанский учёный, доктор юридических наук (1970), профессор (1972), академик Национальной академии наук Казахстана (НАН РК) (2002). Член Президиума НАН Казахстана. Один из создателей первой Конституции Казахстана (1993 года).

## Биография
Родился 15 октября 1927 года в посёлке Яны-Курган Казакской АССР. В 1944 году по распределению был направлен в Горьковскую область, где должен был обучиться на металлурга, но Султан, мечтавший стать юристом, безуспешно просил разрешить поступить на юридический факультет. Только после сдачи экзаменов в 1945 году его отпустили с завода. В 1949 году окончил Алма-Атинский юридический институт по специальности «Юрист». После этого поступил в аспирантуру Московского юридического института, закончив её в 1952 году, защитив кандидатскую диссертацию на тему: «Образование и развитие Казахской Автономной Советской Социалистической Республики».
В 1952—1955 годах — старший преподаватель, доцент, заведующий кафедрой Алма-Атинского юридического института (самый молодой завкафедрой государственного права АГЮИ); в 1955—1992 годах — последовательно доцент, заведующий кафедрой, декан юридического факультета, профессор кафедры теории и истории государства и права Казахского государственного университета им. С. М. Кирова.
В 1970 году защитил докторскую диссертацию на тему: «Строительство социалистической государственности и проблемы высшего органа народного представительства в Казахстане».
В 1992—2007 годах — ректор Казахского института правоведения и международных отношений; с 1995 года также параллельно профессор кафедры теории и истории государства и права юридического факультета Казахского национального университета имени аль-Фараби.
Капитан запаса.
Скончался 13 декабря 2019 года, похоронен на Кенсайском кладбище Алматы.

## Семья
Дед Алияр, отец — сельский труженик Сартай Даушеев. Жена: Сартаева Азат Нурматовна (1935 г.р.). Дети: дочь — Раушан; сын — Рустем.

## Научные звания и степени
- Кандидат юридических наук (1952);
- Доктор юридических наук (1970);
- Профессор (1972);
- Член-корреспондент Академии наук Казахстана (1975);
- Академик Академии гуманитарных наук Республики Казахстан (1995), Академии социальных наук Республики Казахстан (1996), Национальной академии наук Республики Казахстан (2002), Академии наук высшей школы Республики Казахстан (2003);
- Председатель диссертационного совета по защите кандидатских диссертаций по юридическим наукам при Казахском национальном университете имени аль-Фараби;
- Один из разработчиков закона «Об учреждении поста Президента КазССР», «Декларации о государственном суверенитете КазССР» (1990), закона «О государственной независимости Республики Казахстан» (1991)[5].

## Должности
- Член Президентского совета КазССР;
- Председатель Комиссии по вопросам помилования при Президенте КазССР (1990)[3];
- Президент Союза юристов Казахстана (1989—1994);
- Президент Казахского международного фонда коренных народов и этнических меньшинств;
- Вице-президент Ассоциации юристов Республики Казахстан (с 1994)[5].

Выборные должности, депутатство:
- Народный депутат КазССР (1990—1993);
- Кандидат на пост Председателя Верховного Совета КазССР 12-го созыва (04.1990);
- Кандидат на пост Председателя Верховного Совета Республики Казахстан 13-го созыва (04.1994);
- Депутат Верховного Совета Республики Казахстан 12-го (1990 год, от Союза юристов Казахстана[2]) и 13-го (1994 год, от Шиелиского избирательного округа № 77 Кзылординской области[1]) созывов, член Комитета Верховного Совета Республики Казахстан по международным и межпарламентским отношениям[5].

## Признание и награды
Ордена и медали:
- Орден «Парасат» (2001),
- Орден «Знак Почёта»,
- Орден «Барыс» 3-й ст. (2009),
- Медаль «Данк» (20 июня 2008, Кыргызстан) — за вклад в развитие кыргызско-казахских отношений в области образования и науки, подготовку высококвалифицированных научных кадров в сфере юриспруденции[11];
- Иные медали.

Иные награды:
- Грамота Верховного Совета КазССР;
- Заслуженный деятель Республики Казахстан;
- Заслуженный юрист Республика Казахстан;
- Почётный гражданин Кызылординской области;
- Победитель конкурса Министерства образования и науки Республики Казахстан за работы «Становление Конституции Республики Казахстан: проблемы и перспективы» и «Қазақстан Республикасы Конституциясының қалыптасуы» (2005).

## Научная деятельность
Автор более 500 научных трудов.
Некоторые книги:
- «Становление казахской советской государственности» (1960),
- «История государства и права Советского Казахстана» (1961, в соавторстве),
- «Национальная государственность союзных республик» (1968, в соавторстве),
- «Высший представительный орган государственной власти КазССР» (1972),
- «История государствам права КазССР» (1982),
- «Материалы по истории государства и права Казахстана» (1994, составитель),
- «Государственно-правовые взгляды Ч. Валиханова» (1996, в соавторстве),
- «Слово перед совестью и эшафотом» (2001),
- «Юристы Казахстана в лицах» (2002, составитель),
- «Становление Конституции Республики Казахстан» (2002, в соавторстве)
- «Смысл жизни» — Алматы : Дәуір, 2007. — 319 с.
- «Пятьдесят лет: одно мгновение совместной жизни». — Алматы : Дәуір, cop. 2005. — 879 с.
- «Конституция Казахской ССР». — Алма-Ата : О-во «Знание» КазССР, 1978. — 23 с.;
- «Конституция развитого социализма». — Алма-Ата : о-во «Знание» КазССР, 1980. — 21 с.;
- «Правовой статус трудовых коллективов» — Алма-Ата : О-во «Знание» КазССР, 1986. — 34,.[2] с[12].